# Fielding Gray (romanfigur)
Fielding Gray (1927–????) är en av de genomgående romanfigurerna i Simon Ravens romansvit Alms for Oblivion. Fielding Gray är huvudperson i romanen med samma namn och figurerar allt som allt i åtta av de tio romanerna. Hans vidare öden har Raven skildrat i sviten The First-Born of Egyt.

## Fiktiv biografi
Grays far är en tyrannisk affärsman som beter sig illa mot större delen av sin omgivning trots att han ärvt pengarna. Hans mor är tämligen nedtryckt men blir mer självsäker då hon blir änka 1945 (hon avlider själv 1948). Gray går sommaren 1945 i skola tillsammans med bl.a. Somerset Lloyd-James och Peter Morrison. Tanklöst och nästan som på lek förför han klasskamraten Christopher Roland för att därefter tröttna på honom. Det hela leder till en stor skandal då Roland dessutom begår självmord och Fielding, som tänkt sig läsa grekiska och latin i Cambridge, ser sin akademiska karriär hotad. 
Efter ytterligare en rad turer spolieras hans planer helt av hans mor, Peter Morrison (av misstag) samt Somerset Lloyd-James (som åtrår en post på skolan som de konkurrerar om). Den hårde Roger Constable förbjuder Gray att börja i Cambridge och Grey, som gör värnplikt då han får reda på detta, har inget annat val än att 1946 registrera sig som yrkesofficer. Kapten Detterling är för övrigt den som förmår honom ta det avgörande steget. Han tjänstgör därefter i armén under 12 år. 
1952 är han med kaptens grad stationerad i Göttingen där han försöker rädda matematikern Daniel Mond från överhängande fara. 1955 är han stationerad på Malta där han även har ett kort och bittert möte med Peter Morrison. Under ett uppdrag på Cypern 1958 kommer Gray, nu major, i vägen för en exploderande bomb och får sitt ansikte förstört samt mister ett öga. Armén ger honom en pension och han beslutar sig för att bli författare. Han får viss hjälp av Somerset Lloyd-James och blir även god vän med kollegan Tom Llewyllyn. 
I början av 60-talet har Gray viss framgång och skickas av Llewyllyn till Cypern för att göra ett TV-program. Gray är först motvillig (då han av naturliga skäl har mörka minnen från ön) men blir sen mer entusiastisk. Vissa krafter som inte önskar att Gray rotar för mycket i den cypriotiska politiken dribblar bort Gray genom att skicka ut en vacker grekisk pojke som påminner om den döde Christopher Roland. Genomgående i romansviten är för övrigt Grays usla karaktär då det gäller det sexuella. Sedan den unge mannen lämnat honom blir den förtvivlade Gray upplockad av den godhjärtade men något överbeskyddande änkan Harriet Ongley, med vilken han lever 1962 - 70. 
Hans litterära berömmelse, liksom hans kroppshydda, ökar under 60-talet. 1970 deltar han som manusförfattare vid en filmatisering av Odysséen på Korfu. Där blir han även tillfångatagen av amerikansk underrättelsetjänst (som tror han har koppling till terrorism) men räddas av Lloyd-James, Detterling och Lord Canteloupe. 1973 är Gray i Venedig och roar sig med lite historisk forskning. Han är vid det här laget en verkligt framgångsrik författare som lever gott på sina böcker, inte minst ett verk om Joseph Conrad. Vissa yttre drag i Simon Ravens liv påminner för övrigt om Grays, även om Raven inte fick sitt ansikte förstört i armén. 